# Ergo (entreprise)
Pour les articles homonymes, voir Ergo.

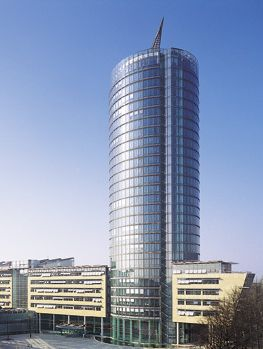
Tour de bureaux "Ergo-Zentrale" à Düsseldorf

Ergo Group est une compagnie d'assurance internationale d'origine allemande, dont le siège se situe à Düsseldorf, en Allemagne. L'entreprise appartient au réassureur allemand Munich Re. Le groupe est issu de la fusion en 1997 de quatre compagnies d'assurance allemandes dont les activités remontent au XIXe siècle : Victoria, DAS, DKV et Hambourg-Mannheimer.

## Histoire
Le groupe Ergo Insurance voit le jour fin 1997 avec la fusion des deux principales compagnies d’assurance allemandes : Victoria Holding et Hambourg-Mannheimer Holding. Munich Re a joué un rôle important dans la fusion en tant que propriétaire majoritaire de Hambourg-Mannheimer et actionnaire minoritaire du Victoria Group. Munich Re a apporté deux autres compagnies d'assurance au groupe dont elle détenait une participation majoritaire : DKV dès 1997 et ERV en 2009.

### De 1853 à 1997: groupe Victoria

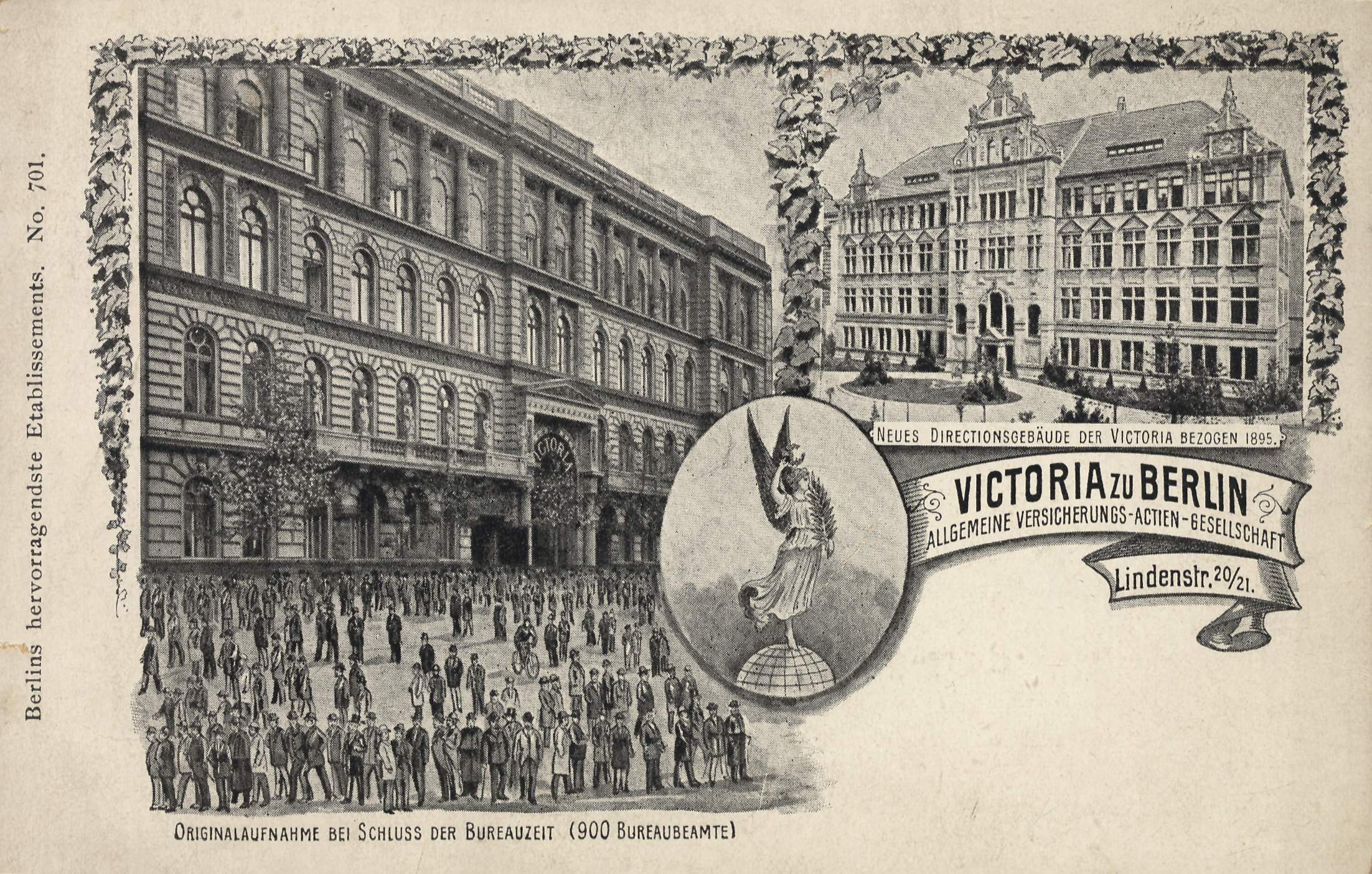
carte postale représentant l'entreprise Victoria à Berlin dans les années 1900

La société mère du groupe Victoria était Allgemeine Eisenbahn-Versicherungs-Gesellschaft, fondée à Berlin en 1853, qui offrait initialement des assurances transport, vie, accident et incendie pour le trafic ferroviaire. Après l'extension de l'entreprise à l'assurance-vie générale en 1860, l'entreprise a été rebaptisée Victoria zu Berlin Allgemeine Versicherungs-Actien-Gesellschaft en 1875. Au début du XXe siècle, Victoria est devenue la plus grande compagnie d'assurance-vie allemande. D'autres filiales ont été fondées au cours du siècle : Victoria Feuer-Versicherungs-Actien-Gesellschaft à Berlin en 1904, Victoria Rückversicherungs-AG en 1923 et Victoria Krankenversicherung AG en 1988. Depuis 1961, le Victoria Group est également l'actionnaire majoritaire de D.A.S. Rechtsschutz-Versicherungs-AG, fondée en 1928.

### De 1899 à 1997: groupe Hambourg-Mannheimer
La société mère du groupe Hambourg-Mannheimer était Vita Versicherungs-Actien-Gesellschaft, fondée à Mannheim, Allemagne, en 1899. Après la reprise des actions par la Versicherungsgesellschaft Hambourg en 1911, Vita a déménagé son siège social à Hambourg en 1912 et a changé sa raison sociale en Hambourg-Mannheimer Versicherungs-Aktiengesellschaft. Au cours des décennies suivantes, l'activité principale de l'entreprise était le domaine de l'assurance vie. En 1932, la société a acquis une participation majoritaire dans la Deutsche Krankenversicherung (DKV), fondée en 1927. En 1975, la Nord-Deutsche und Hambourg-Bremer Versicherungs-Aktiengesellschaft est reprise et rebaptisée Hambourg-Mannheimer Sachversicherungs-Aktiengesellschaft ; elle devient la société d'assurance dommages du groupe. Avec sa compagnie Hambourg-Mannheimer Rechtsschutzversicherungs-Aktiengesellschaft, elle propose également depuis 1979 une assurance contre les risques. En 1992, Munich Re devient majoritaire dans le capital de l’entreprise.

### À partir de 1855: premières activités à l'étranger
D'importantes sociétés précédant le groupe Ergo étaient déjà actives à l'étranger. Dès le XIXe siècle, la compagnie d’assurance incendie Hamburg-Bremer-Versicherungs-Gesellschaft, ainsi que la compagnie d’assurance Nord-Deutsche Versicherungs-Gesellschaft ouvrent de nombreuses agences à l’étranger. Hambourg-Bremer a fondé des agences à Copenhague, à Christiania – aujourd’hui connue sous le nom d'Oslo –, à Saint-Pétersbourg et sur l'île caribéenne danoise de St. Thomas dès 1855 ; Honolulu et San Francisco ont suivi en 1857. Les décennies suivantes enregistrent l’expansion de la société à l’échelle mondiale. En effet, sa présence se matérialise dans plus de 40 pays différents et territoires coloniaux. Après le grand tremblement de terre de 1906 à San Francisco, c’est la société Hamburg-Bremer qui prend en charge les préjudices, à hauteurs de 8 millions de Reichsmark. Avant 1914, la Nord-Deutsche Versicherungs-Gesellschaft exploitait également des agences dans de nombreux centres commerciaux du monde entier. Les guerres mondiales ont mis fin à ces activités. Après 1945, les deux entreprises ont renoncé à leurs ambitions étrangères,.
Victoria Versicherung s'est également développée à l'étranger à la fin du XIXe siècle, mais est restée initialement plus limitée à l'Europe. Après que la Seconde Guerre mondiale eut également paralysé ces entreprises, Victoria reprit ses activités à l'étranger en 1959.

### De 1997 à 2010: groupe d’assurance Ergo

#### Création du groupe Ergo
L'une des raisons de la fusion des groupes Hambourg-Mannheimer et Victoria était la crainte de Victoria Holding, société cotée en bourse, d'une reprise à l'étranger. En outre, l'environnement commercial de l'industrie était devenu difficile : Une série de fusions importantes au pays et à l'étranger ont entraîné une concentration accrue du marché. Pour Munich Re, principal actionnaire du groupe Hamburg-Mannheimer et actionnaire minoritaire du groupe Victoria, la possibilité de consolider et de coordonner ses principales participations dans le secteur de l'assurance primaire, semblait intéressante.
Au début du mois de décembre 1997, la fusion est votée à la grande majorité par les assemblées générales des deux sociétés de holding. Les filiales respectives des deux holdings ont été conservées et ont continué à fonctionner sous leurs propres marques Victoria, D.A.S., Hamburg-Mannheimer et DKV. Une action nominative Victoria a été échangée contre dix actions au porteur Ergo. Victoria Holding AG a disparu de la bourse après la finalisation de la transaction le 2 février 1998. Le même jour, Ergo Versicherungsgruppe AG a pris sa place dans le MDAX.
Le 1er avril 2001, Munich Re, actionnaire majoritaire de la compagnie d’assurance, annonce une offre d’échange aux actionnaires d’Ergo : deux actions ERGO pour une action Munich Re ainsi que 18 € en numéraire. Après l'expiration de l'offre en juillet 2001, l'action Ergo a été retirée du MDax en raison de la réduction du flottant. En 2010, l'assemblée générale du groupe Ergo a décidé de transférer les actions des actionnaires minoritaires du groupe Ergo Versicherungsgruppe AG à Munich Re. Munich Re est ainsi devenue l'unique propriétaire du groupe.

#### Rachat de KarstadtQuelle Assurances
Le groupe Ergo a rejoint KarstadtQuelle Versicherungen en 2002 et a entièrement repris l'entreprise en 2008. En conséquence, l'activité du groupe a été étendue à l'assurance directe. L'assureur vie KarstadtQuelle Versicherungen a été fondé en 1984 sous le nom de Quelle+Partner Versicherungen et a été renommé Ergo Direkt en 2010.

#### Intégration d'ERV

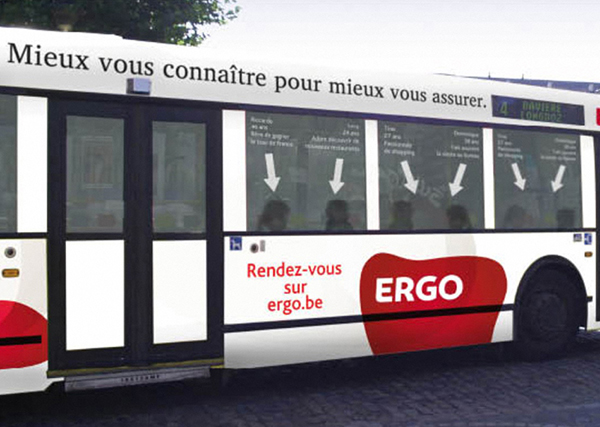
campagne de pub compagnie d'assurance Ergo

En 2009, Munich Re a également apporté sa filiale Europäische Reiseversicherung (ERV) au groupe Ergo. ERV a été fondée à Budapest en 1907 en tant que compagnie européenne d'assurance de fret et de bagages avec Munich Re comme actionnaire. La succursale de Berlin a été transformée en une compagnie d'assurance allemande indépendante en 1919. En 1974, l'entreprise a été rebaptisée Europäische Reiseversicherung AG. Grâce à l’intégration d’ERV, Ergo s’ancre dans le domaine de l'assurance voyage.

### Structure de marque et raison sociale
En 2010, Ergo réorganise la structure de sa marque. Les marques traditionnelles Victoria et Hamburg-Mannheimer sont délaissées au profit de la nouvelle marque Ergo, ainsi que D.A.S et DKV. Les filiales qui jusque-là portaient le nom de Victoria ou de Hamburg-Mannheimer a été soit fusionnées, soit renommées. La marque KarstadtQuelle disparait pour devenir Ergo Direkt.
Il en est résulté une nouvelle répartition des marques et des divisions : L'assurance vie était proposée par Ergo Lebensversicherung, l'assurance dommages et accidents par Ergo Versicherung, l'assurance protection juridique par D.A.S., l'assurance santé par DKV, l'assurance voyage par ERV et l'assurance directe par Ergo Direkt. En 2015, D.A.S. AG est fusionnée avec Ergo Versicherung AG, mais la marque D.A.S. est conservée.
Ergo lance en 2010 une campagne de publicité pour promouvoir ses nouvelles marque avec pour slogan « mieux vous connaitre, pour mieux vous assurer». Pour la seule année 2010, Ergo investit plus de 50 millions d’euros dans cette campagne.
En 2016, la société de holding Ergo Versicherungsgruppe AG devient Ergo Group AG. Ergo Group AG regroupe trois nouvelles sociétés de holding : Ergo Deutschland AG, Ergo International AG et Ergo Digital Ventures AG. Ergo Deutschland AG est responsable des activités commerciales et des filiales en Allemagne, Ergo International AG regroupe les activités internationales du groupe et Ergo Digital Ventures AG gère de toutes les activités numériques et directes de l’entreprise.
Fin mars 2019, Ergo a annoncé le transfert des marques Ergo Direkt, ERV et D.A.S. à la marque Ergo.

## Domaines d’activités
Les domaines d’activités d’Ergo et de ses filiales concernent principalement l'assurance.
Le groupe Ergo est actif à l’international dans une trentaine de pays différents. Ces filiales étrangères sont rassemblées sous la bannière du groupe Ergo International et principalement actives en Europe centrale, orientale et du Sud. La politique du groupe reste la même à l’étranger, l’accent est mis sur le secteur des particuliers ainsi que sur l’assurance privée. Depuis la restructuration de 2016, le groupe Ergo promeut un nouveau modèle de vente d’assurances directes sur le marché allemand. Internet est utilisé comme principal canal de distribution.
Les activités d'investissement d'Ergo et de sa société mère Munich Re sont regroupées dans MEAG Munich Ergo Assetmanagement GmbH. Elle a été fondée en 1999 et a son siège à Munich.
Ergo crée une succursale en France en 2016, aux fins de développer l'assurance non-vie pour les entreprises et les professionnels. L'activité démarre avec la branche Caution, puis Transport, mais le groupe affiche aussi des projets de développement en France en Responsabilité Civile et en Dommages,.

## Structure
ERGO regroupe quatre sociétés de holding qui se répartissent les activités du groupe en termes de géographie et de canaux de distribution: Ergo Germany AG, Ergo International AG, Ergo Digital Ventures AG  et Ergo Technology & Services Management AG,.

### Ergo Deutschland AG
Ergo Deutschland AG regroupe les activités allemandes du groupe, à l'exception de l'assurance directe. Ses différentes filiales sont  Ergo Lebensversicherung AG, assureur vie. Il voit le jour en 1899 à Mannheim, en Allemagne. En 1912 il change son nom en Hambourg-Mannheimer Versicherungs-AG et son siège social est déplacé à Hambourg. Le changement de nom actuel a eu lieu en 2010.
- Ergo Versicherung AG, assureur qui couvre les domaines de l’assurance des biens, des accidents et des frais de justice. Son siège social se situe à Düsseldorf, en Allemagne[28]. Il voit le jour en 1904 à Berlin sous le nom de Victoria Feuer-Versicherungs-Actien-Gesellschaft[29]. En 1989, il a été rebaptisé Victoria Versicherung AG. En 2010, Victoria Versicherung AG a fusionné avec les assureurs de biens de Hambourg-Mannheimer et D.A.S. pour former Ergo Versicherung AG[28].
- Ergo Vorsorge Lebensversicherung AG, assureur vie. L'entreprise a été fondée en 1990 sous le nom de Vorsorge Lebensversicherung AG. En 1996, il a été réorganisé en « usine d'assurance » et rebaptisée en 2017.
- Ergo Beratung und Vertrieb AG organise la distribution des produits de ses sociétés sœurs. Il a été fondé à Düsseldorf en 2014[30].

Logo de la compagnie d'assurance DKV

- DKV Deutsche Krankenversicherung est la « caisse maladie » d'Ergo Deutschland. Il a été fondé à Berlin en 1927 et placée entre les mains de la famille Hambourg-Mannheimer en 1932[31]. En 2010, il a fusionné avec Victoria Krankenversicherung[32]. Le siège social est à Cologne[33].
- Ergo Reiseversicherung, assurance voyage. Il est fondé en 1907 à Budapest avec la participation de Munich Re en tant qu’assureur fret et bagages européens[34]. En 1974, elle a été rebaptisée ERV Europäische Reiseversicherung. Depuis 2009, ERV opère sous l'égide du groupe Ergo[35]. En mai 2019, ERV a été rebaptisée Ergo Reiseversicherung. Le segment des voyages a ainsi été intégré dans la marque Ergo[36]. Le siège social est situé à Munich[37].

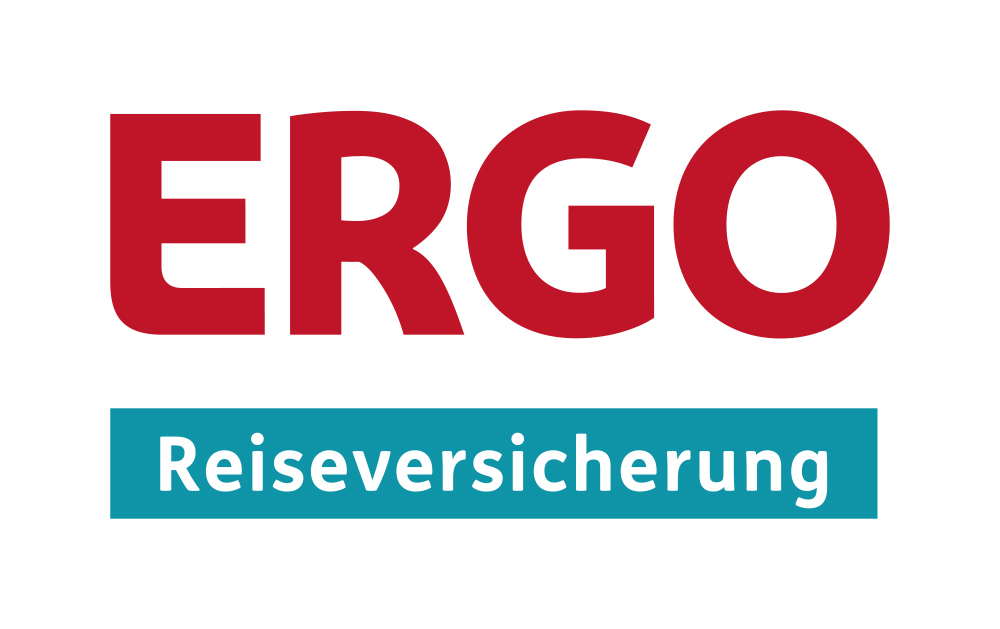
Logo de l'Ergo Reiseversicherung

- ITERGO Informationstechnologie GmbH, fondée à Düsseldorf en 1999, fournit des services informatiques pour le groupe Ergo[38].

En plus de ces filiales, les compagnies suivantes appartiennent aussi au groupe Ergo Deutschland AG : Victoria Lebensversicherung AG (assurance-vie ; seulement l'exécution des anciens contrats ; les nouveaux contrats d'assurance-vie sont proposés par Ergo Vorsorge Lebensversicherung), Ergo Pensionskasse AG, Ergo Pensionsfond AG, Ideenkapital GmbH, Allysca Assistance Ltd., Legial AG, Ergo Rechtsschutz Leistungs-GmbH, Ergo Life S.A.
Ergo Digital Ventures AG regroupe pour l’essentiel les filiales qui opèrent dans le domaine de l’assurance directe. Il s'occupe également de numériser les différents corps de métier de l'assurance.
Nexible est le fournisseur numérique du groupe Ergo. Nexible Versicherung AG est un porteur de risques et est titulaire de diverses licences d'assurance. Nexible, entreprise autonome au sein même du groupe Ergo, a été créée pour développer et commercialiser des produits et services d'assurance pour des clients ayant une forte affinité à Internet. En octobre 2017, Nexible lançait son premier produit sur le marché : une assurance automobile.
Ergo Mobility Solution GmbH est fondé le 5 janvier 2017 à Düsseldorf. La société assure le développement des coopérations stratégiques internationales de l'industrie automobile et du commerce automobile.
Ergo Digital IT GmbH a été fondé en novembre 2016 pour accélérer la numérisation à l’intérieur du groupe Ergo. Son siège principal se situe à Berlin et deux succursales sont à Varsovie.
Atena est un fournisseur de systèmes informatiques pour le marché de l'assurance. La société a été fondée en 1991 et est basée à Zoppot, en Pologne. Atena fait partie du groupe Ergo depuis 2018.

## Polémiques

### Méthodes de vente et de recrutement à la limite de la légalité
Une enquête de l'émission On n'est pas des pigeons ! du 7 octobre 2014 de la télévision belge, démontre que Hambourg-Mannheimer avait changé de nom en Ergo Insurance pour effacer sa réputation sulfureuse. Les méthodes de vente et de recrutement sont à la limite de la légalité (harcèlement, agressivité, mensonge). Ergo avait été invité à l'émission pour s'expliquer mais a refusé,. En 1990, le journal Le Soir rapporte des faits similaires.

### Scandales sexuels
L'organisation HMI, une organisation de vente de l'actuelle ERGO Lebensversicherung AG, a organisé, en 2007, une orgie sexuelle à Budapest qui a coûté 83 000 € pour récompenser ses meilleurs vendeurs. Les prostituées portaient des bracelets de différentes couleurs, car une couleur était réservée uniquement pour la direction. Les prostituées étaient tamponnées après chaque passage, cela permettait de voir quelle dame avait le plus de succès ,,. Ergo avait déclaré que ce n'était qu'un cas isolé mais une enquête a révélé qu'HMI avait organisé d'autres voyages sexuels . Ces scandales ne sont pas restés sans préjudice pour l'image de la société, Ergo a perdu des clients et de ce fait, a dû licencier du personnel . Après les polémiques, Ergo a mis en place auprès de ses employés des règles strictes pour lutter contre la corruption. La nouvelle directive incitative, par exemple, interdit expressément les visites dans les "établissements offrant des divertissements érotiques ou sexuels".
En juin 2016, le journal allemand Der Spiegel rapporte que l'orgie sexuelle en 2007 à Budapest aurait en réalité coûté 330 000 €. Par la suite, l'entreprise a tenté de poursuivre en justice les gestionnaires impliqués dans la planification et l'organisation des déplacements pour détournement de fonds. L'affaire a ensuite été classée par le bureau du procureur contre l'imposition d'une somme d'argent.

### Falsifications en Belgique
Le journal La Dernière Heure/Les Sports a rapporté, en mai 2014, que le parquet belge avait épinglé Ergo Insurance (ex Hambourg-Mannheimer) pour de la falsification en grand nombre .